# Лауреаты Премии Правительства Российской Федерации в области образования (2009)
 Лауреаты Премии Правительства Российской Федерации в области образования 2009 года — перечень награждённых правительственной наградой Российской Федерации, присуждённой за достижения в образовательной деятельности.
Лауреаты определены Распоряжением Правительства РФ от от 28 августа 2009 г. № 1246-р на основании решения Межведомственного совета по присуждению премий Правительства в области образования.

## О Премии
Постановлением Правительства Российской Федерации от 26 августа 2004 года № 440 «О премиях Правительства Российской Федерации в области образования» в целях развития педагогической науки, инновационных процессов в образовательной практике, создания эффективных технологий обучения учреждены 20 ежегодных премий Правительства Российской Федерации в области образования в размере 1 млн рублей каждая.

## Лауреаты и другая информация
1. Григорьеву Сергею Николаевичу, доктору технических наук, профессору, ректору Московского государственного технологического университета «Станкин», Гречишникову Владимиру Андреевичу, заведующему кафедрой, Маслову Андрею Руффовичу, докторам технических наук, Синопальникову Вадиму Александровичу, Схиртладзе Александру Георгиевичу, проректору, кандидатам технических наук, профессорам, — работникам того же университета; Боровскому Георгию Владиславовичу, кандидату технических наук, генеральному директору открытого акционерного общества «Внииинструмент»; Кирсанову Сергею Васильевичу, доктору технических наук, профессору Томского политехнического университета, — за цикл учебно-методических и научных трудов «Инструментальное обеспечение машиностроительных производств» для образовательных учреждений высшего профессионального образования.
2. Кулакову Сергею Викторовичу, доктору технических наук, профессору, заведующему кафедрой Санкт-Петербургского государственного университета аэрокосмического приборостроения, Клудзину Виктору Владимировичу, Красильникову Николаю Николаевичу, докторам технических наук, профессорам, Пресленеву Леониду Николаевичу, кандидату технических наук, доценту, — работникам того же университета; Бугаеву Александру Степановичу, доктору физико-математических наук, академику Российской академии наук, заведующему кафедрой Московского физико-технического института (государственного университета); Гуляеву Юрию Васильевичу, академику Российской академии наук, директору Института радиотехники и электроники имени В. А. Котельникова Российской академии наук, Мансфельду Георгию Дмитриевичу, заведующему отделом, Никитову Сергею Аполлоновичу, члену-корреспонденту Российской академии наук, заместителю директора, докторам физико-математических наук, профессорам, — работникам того же института; Наумову Киру Петровичу, кандидату технических наук, доценту Санкт-Петербургского государственного электротехнического университета «ЛЭТИ» имени В. И. Ульянова (Ленина), Ушакову Виктору Николаевичу, доктору технических наук, профессору, заведующему кафедрой, — работнику того же университета, — за создание учебно-методического комплекса «Научное и учебно-методическое обеспечение фундаментальной физической и инженерно-технологической подготовки специалистов в области волновой электроники на базе высшего профессионального образования и учреждений Российской академии наук».
3. Шелупанову Александру Александровичу, доктору технических наук, профессору, директору института Томского государственного университета систем управления и радиоэлектроники, Зайцеву Александру Петровичу, профессору, Мещерякову Роману Валерьевичу, доценту, кандидатам технических наук, — работникам того же университета; Алфёрову Александру Павловичу, кандидату физико-математических наук, первому заместителю генерального директора научно-технического центра «Атлас»; Голубятникову Игорю Владимировичу, доктору технических наук, профессору, ректору Московского государственного университета приборостроения и информатики; Зубову Анатолию Юрьевичу, кандидату физико-математических наук, профессору Института криптографии, связи и информатики Академии Федеральной службы безопасности Российской Федерации, Черемушкину Александру Васильевичу, доктору физико-математических наук, доценту, начальнику кафедры, — работнику того же института; Кузьмину Алексею Сергеевичу, доктору физико-математических наук, профессору, заместителю начальника 8 Центра Федеральной службы безопасности Российской Федерации; Скрылю Сергею Васильевичу, доктору технических наук, профессору Воронежского института Министерства внутренних дел Российской Федерации, — за создание комплекта учебных пособий, учебников и монографий по криптографическим, программно-аппаратным, техническим методам и средствам защиты информации, обеспечивающего подготовку специалистов в области информационной безопасности для образовательных учреждений высшего профессионального образования.
4. Матвееву Валерию Александровичу, доктору технических наук, профессору, декану факультета Московского государственного технического университета имени Н. Э. Баумана, Девяткову Владимиру Валентиновичу, Норенкову Игорю Петровичу, Сюзеву Владимиру Васильевичу, Трусову Борису Георгиевичу, Шахнову Вадиму Анатольевичу, докторам технических наук, профессорам, Медведеву Николаю Викторовичу, кандидату технических наук, доценту, заведующим кафедрами, Сычёву Михаилу Павловичу, Григорьеву Юрию Александровичу, докторам технических наук, профессорам, Ивановой Галине Сергеевне, доктору технических наук, доценту, — работникам того же университета, — за научно-практическую и методическую разработку «Инновационный комплекс персонифицированной профессиональной подготовки высококвалифицированных специалистов в области информационно-телекоммуникационных технологий» для образовательных учреждений высшего профессионального образования.
5. Покровскому Валентину Ивановичу, доктору медицинских наук, профессору, академику Российской академии медицинских наук, директору Центрального научно-исследовательского института эпидемиологии, Лисуковой Татьяне Емельяновне, кандидату медицинских наук, доценту, заведующей центром, — работнику того же института; Брико Николаю Ивановичу, профессору Московской медицинской академии имени И. М. Сеченова, Паку Сергею Григорьевичу, заведующему кафедрой, докторам медицинских наук, профессорам, членам-корреспондентам Российской академии медицинских наук, Данилкину Борису Кирилловичу, кандидату медицинских наук, доценту, — работникам той же академии, — за создание комплекта междисциплинарных учебников «Инфекционные болезни и эпидемиология» для образовательных учреждений высшего профессионального и среднего профессионального образования.
6. Карпову Анатолию Евгеньевичу, президенту Российского экологического фонда «ТЕХЭКО»; Гейницу Александру Владимировичу, доктору медицинских наук, профессору, директору Государственного научного центра лазерной медицины; Евстигнееву Андрею Рудольфовичу, доктору технических наук, профессору, генеральному директору Калужского медико-технического лазерного центра; Сергееву Юрию Валентиновичу, доктору медицинских наук, профессору, директору закрытого акционерного общества «Институт аллергологии и клинической иммунологии»; Соколову Виктору Викторовичу, доктору медицинских наук, профессору, руководителю отделения Московского научно-исследовательского онкологического института имени П. А. Герцена Федерального агентства по высокотехнологичной медицинской помощи; Усову Сергею Вадимовичу, доктору технических наук, профессору, заместителю директора общества с ограниченной ответственностью «Инженерный центр новых технологий», — за учебно-педагогическую работу «Межрегиональный университетский учебно-педагогический комплекс по наукоёмкой многофункциональной подготовке медицинских специалистов для медицины катастроф и чрезвычайных ситуаций» для образовательных учреждений высшего профессионального образования.
7. Бараненко Александру Владимировичу, доктору технических наук, профессору, ректору Санкт-Петербургского государственного университета низкотемпературных и пищевых технологий, Борзенко Евгению Ивановичу, заведующему кафедрой, Куцаковой Валентине Еремеевне, Фролову Сергею Владимировичу, докторам технических наук, профессорам, — работникам того же университета; Рогову Иосифу Александровичу, доктору технических наук, профессору, академику Российской академии сельскохозяйственных наук, президенту Московского государственного университета прикладной биотехнологии, — за комплект учебников и задачников «Разработка фундаментальных основ и практических воплощений тепло- и массообменных процессов в холодильной технологии пищевых продуктов» для образовательных учреждений высшего профессионального образования.
8. Жураковскому Василию Максимилиановичу, доктору технических наук, профессору, академику Российской академии образования, заведующему кафедрой Московского автомобильно-дорожного института (государственного технического университета), Николаеву Андрею Борисовичу, декану, Петровой Ларисе Георгиевне, заведующей кафедрой, Приходько Вячеславу Михайловичу, ректору, члену-корреспонденту Российской академии наук, докторам технических наук, профессорам, Фёдорову Игорю Викторовичу, кандидату философских наук, профессору, заведующему кафедрой, — работникам того же института; Иванову Василию Григорьевичу, доктору педагогических наук, профессору, первому проректору Казанского государственного технологического университета; Медведеву Валентину Ефимовичу, кандидату технических наук, доценту, декану Московского государственного технического университета имени Н. Э. Баумана, Татуру Юрию Геннадиевичу, доктору педагогических наук, профессору, — работнику того же университета; Минину Михаилу Григорьевичу, доктору педагогических наук, профессору, директору института Томского политехнического университета; Пузанкову Дмитрию Викторовичу, доктору технических наук, профессору, заведующему кафедрой Санкт-Петербургского государственного электротехнического университета «ЛЭТИ» имени В. И. Ульянова (Ленина), — за работу «Создание и практическое использование комплекса учебно-методических материалов и электронных образовательных ресурсов для подготовки и международной сертификации преподавателей инженерных вузов».
9. Таратынову Олегу Васильевичу, доктору технических наук, профессору, заведующему кафедрой Московского государственного индустриального университета, Аверьянову Олегу Ивановичу, Клепикову Виктору Валентиновичу, Порошину Валерию Владимировичу, Суслову Анатолию Григорьевичу, докторам технических наук, профессорам, Герасину Александру Николаевичу, Щербаку Евгению Генриховичу, кандидатам технических наук, профессорам, — работникам того же университета; Голову Владимиру Александровичу, кандидату технических наук, профессору, заместителю начальника управления Федеральной службы по надзору в сфере образования и науки, — за создание комплекта учебно-методических пособий по автоматизированному проектированию металлорежущих систем и технологическому обеспечению качества изделий машиностроения для образовательных учреждений высшего профессионального образования.
10. Месхи Бесику Чохоевичу, доктору технических наук, профессору, ректору Донского государственного технического университета, Вернигорову Юрию Михайловичу, декану факультета, Рыжкину Анатолию Андреевичу, Соболю Борису Владимировичу, докторам технических наук, профессорам, заведующим кафедрами, Лебедеву Валерию Константиновичу, Рашидовой Елене Викторовне, кандидатам физико-математических наук, доцентам, — работникам того же университета; Бут Валентине Фёдоровне, кандидату педагогических наук, начальнику управления образования администрации г. Ростова-на-Дону; Хоменко Эрнестине Абрамовне, преподавателю муниципального образовательного учреждения: лицея «Технический лицей при Донском государственном техническом университете», — за научно-практическую разработку "Методическое, организационное и научное обеспечение функционирования региональной образовательной системы «Школа — вуз».
11. Юсупову Рафаэлю Мидхатовичу, доктору технических наук, профессору, члену-корреспонденту Российской академии наук, директору Санкт-Петербургского института информатики и автоматизации Российской академии наук, Вусу Михаилу Александровичу, кандидату технических наук, исполняющему обязанности старшего научного сотрудника, Заболотскому Вадиму Петровичу, доктору технических наук, профессору, главному научному сотруднику, — работникам того же института; Борисову Николаю Валентиновичу, доктору физико-математических наук, заведующему кафедрой Санкт-Петербургского государственного университета; Касаткину Виктору Викторовичу, кандидату технических наук, профессору Балтийского государственного технического университета «ВОЕНМЕХ» имени Д. Ф. Устинова; Лаптеву Владимиру Валентиновичу, доктору педагогических наук, профессору, проректору Российского государственного педагогического университета имени А. И. Герцена; Никандрову Николаю Дмитриевичу, доктору педагогических наук, профессору, президенту Российской академии образования; Пильдес Майе Борисовне, директору гимназии № 56 г. Санкт-Петербурга; Советову Борису Яковлевичу, доктору технических наук, профессору, заведующему кафедрой Санкт-Петербургского государственного электротехнического университета «ЛЭТИ» имени В. И. Ульянова (Ленина); Цивирко Евгению Геннадьевичу, кандидату технических наук, председателю комитета по информатизации и связи правительства Санкт-Петербурга, — за создание комплекса учебно-методических, научных и научно-организационных работ в области информатизации системы непрерывного образования (на опыте г. Санкт-Петербурга).
12. Попову Валерию Васильевичу, доктору технических наук, профессору, генеральному директору закрытого акционерного общества Корпорации «Университетские сети знаний», Башмакову Александру Игоревичу, кандидату технических наук, заместителю генерального директора, — работнику того же акционерного общества; Глазачеву Станиславу Николаевичу, доктору педагогических наук, профессору, директору центра Московского государственного гуманитарного университета имени М. А. Шолохова; Жедяевскому Дмитрию Николаевичу, кандидату технических наук, директору института Российского государственного университета нефти и газа имени И. М. Губкина, Филатовой Марине Николаевне, кандидату философских наук, профессору, проректору, — работнику того же университета; Чеченову Хусейну Жабраиловичу, доктору технических наук, профессору, члену Совета Федерации Федерального Собрания Российской Федерации, председателю Комитета Совета Федерации по образованию и науке, — за комплекс научно-методических и практических работ «Разработка методологии и средств креативной педагогики, обеспечивающей развитие творческих способностей учащихся в системе высшего профессионального образования».
13. Сенько Юрию Васильевичу, доктору педагогических наук, профессору, академику Российской академии образования, заведующему кафедрой Алтайского государственного университета, Фроловской Марине Николаевне, кандидату педагогических наук, доценту, — работнику того же университета; Бездухову Владимиру Петровичу, доктору педагогических наук, профессору, заведующему кафедрой Самарского государственного педагогического университета; Галажинскому Эдуарду Владимировичу, доктору психологических наук, профессору, члену-корреспонденту Российской академии образования, декану факультета Томского государственного университета; Розову Николаю Христовичу, доктору физико-математических наук, профессору, члену-корреспонденту Российской академии образования, декану факультета Московского государственного университета имени М. В. Ломоносова, — за создание научно-практической разработки «Оптимизация педагогического процесса в классическом университете».
14. Короткому Анатолию Аркадьевичу, доктору технических наук, профессору Южно-Российского государственного технического университета (Новочеркасского политехнического института), Иванову Борису Фёдоровичу, кандидату технических наук, доценту, Котельникову Владимиру Семёновичу, доктору технических наук, профессору, -работникам того же университета; Вершинскому Анатолию Владимировичу, доктору технических наук, профессору, заведующему кафедрой Московского государственного технического университета имени Н. Э. Баумана; Ипатову Олегу Сергеевичу, доктору технических наук, профессору, заведующему кафедрой Балтийского государственного технического университета «ВОЕНМЕХ» имени Д. Ф. Устинова; Сидорову Вячеславу Ивановичу, доктору технических наук, генеральному директору открытого акционерного общества «Научно-технический центр по безопасности в промышленности», Кловач Елене Владимировне, доктору технических наук, заместителю генерального директора, — работнику того же центра; Красных Борису Адольфовичу, кандидату технических наук, заместителю руководителя Федеральной службы по экологическому, технологическому и атомному надзору; Лагереву Александру Валерьевичу, доктору технических наук, профессору, ректору Брянского государственного технического университета, — за комплект учебно-методических разработок по системе непрерывного дополнительного профессионального образования работников организаций, эксплуатирующих опасные производственные объекты, и по подготовке специалистов и обслуживающего персонала для подъёмных сооружений для образовательных учреждений дополнительного образования.
15. Третьякову Юрию Дмитриевичу, доктору химических наук, профессору, академику Российской академии наук, декану факультета Московского государственного университета имени М. В. Ломоносова, Григорьеву Андрею Николаевичу, кандидату химических наук, доценту, Мартыненко Ларисе Ивановне, доктору химических наук, профессору, -работникам того же университета; Цивадзе Аслану Юсуповичу, доктору химических наук, профессору, академику Российской академии наук, директору Института физической химии и электрохимии имени А. Н. Фрумкина Российской академии наук, — за учебник «Неорганическая химия. Химия элементов» для образовательных учреждений высшего профессионального образования.
16. Романовой Евгении Сергеевне, доктору психологических наук, профессору, директору Института психологии, социологии и социальных отношений Московского городского педагогического университета, Рябову Виктору Васильевичу, доктору исторических наук, ректору, Рыжову Борису Николаевичу, доктору психологических наук, заведующему кафедрой, профессорам, — работникам того же университета, — за учебное пособие «Энциклопедия истории психологии» для общеобразовательных учреждений.
17. Орловой Татьяне Васильевне, доктору педагогических наук, профессору, методисту учебно-методического центра департамента образования г. Москвы, — за создание учебного пособия «Технология развития школы: Теория и практика» для общеобразовательных учреждений.
18. Семёнову Алексею Львовичу, доктору физико-математических наук, профессору, члену-корреспонденту Российской академии наук, ректору Московского института открытого образования; Барышниковой Марине Юрьевне, кандидату педагогических наук, доценту Московского государственного технического университета имени Н. Э. Баумана; Авдеевой Светлане Михайловне, кандидату технических наук, доценту, руководителю отдела некоммерческой организации «НФПК Национальный фонд подготовки кадров», Коваленко Сергею Константиновичу, кандидату технических наук, заместителю руководителя отдела, — работнику того же фонда; Башеву Вячеславу Владимировичу, кандидату психологических наук, министру образования и науки Красноярского края; Кузнецову Александру Андреевичу, доктору педагогических наук, профессору, академику Российской академии образования, вице-президенту Российской академии образования; Кулагину Владимиру Петровичу, доктору технических наук, профессору, заместителю директора Государственного научно-исследовательского института информационных технологий и телекоммуникаций «Информика»; Нисимову Станиславу Уриловичу, кандидату физико-математических наук, доценту, заместителю министра образования Республики Карелия; Уварову Александру Юрьевичу, кандидату педагогических наук, ведущему научному сотруднику Вычислительного центра имени А. А. Дородницина; Фрумину Исаку Давидовичу, доктору педагогических наук, профессору, проректору Государственного университета — Высшей школы экономики, — за создание научно-практической разработки «Комплексная модель информатизации образования: учитель — школа — муниципалитет — регион».
19. Лиферову Анатолию Петровичу, доктору педагогических наук, профессору, академику Российской академии образования, президенту Рязанского государственного университета имени С. А. Есенина; Мясникову Владимиру Афанасьевичу, доктору педагогических наук, профессору, академику Российской академии образования, директору Института теории и истории педагогики Российской академии образования, Найденовой Наталье Николаевне, кандидату педагогических наук, Тагуновой Ирине Августовне, доктору педагогических наук, доценту, заведующим лабораториями, — работникам того же института, — за монографию «Образование в изменяющемся мире» для общеобразовательных учреждений.
20. Роберт Ирэне Веньяминовне, доктору педагогических наук, профессору, академику Российской академии образования, директору Института информатизации образования Российской академии образования, Босовой Людмиле Леонидовне, доценту, ведущему научному сотруднику, Мартиросян Лоре Пастеровне, заместителю директора, кандидатам педагогических наук, Козлову Олегу Александровичу, доктору педагогических наук, профессору, заместителю директора, Мухаметзянову Искандару Шамилевичу, доктору медицинских наук, профессору, заведующему лабораторией, Панюковой Светлане Валерьевне, доктору педагогических наук, профессору, заведующей лабораторией, — работникам того же института; Ващенко Илье Михайловичу, доктору биологических наук, профессору, первому проректору Московского педагогического государственного университета, Любовцеву Вячеславу Борисовичу, доктору медицинских наук, профессору, заведующему кафедрой, -работнику того же университета; Мазуру Зиновию Фёдоровичу, доктору педагогических наук, профессору, директору негосударственного образовательного учреждения «Тольяттинский институт технического творчества и патентоведения»; Романенко Юрию Александровичу, доктору технических наук, профессору, председателю комитета по образованию администрации г. Серпухова, — за цикл трудов «Информатизация общего, профессионального и дополнительного образования России в здоровьесберегающих условиях».